# Station Pernes-Camblain
Station Pernes-Camblain is een spoorwegstation in de Franse gemeente Camblain-Châtelain.